# 모리츠 폰 헤센

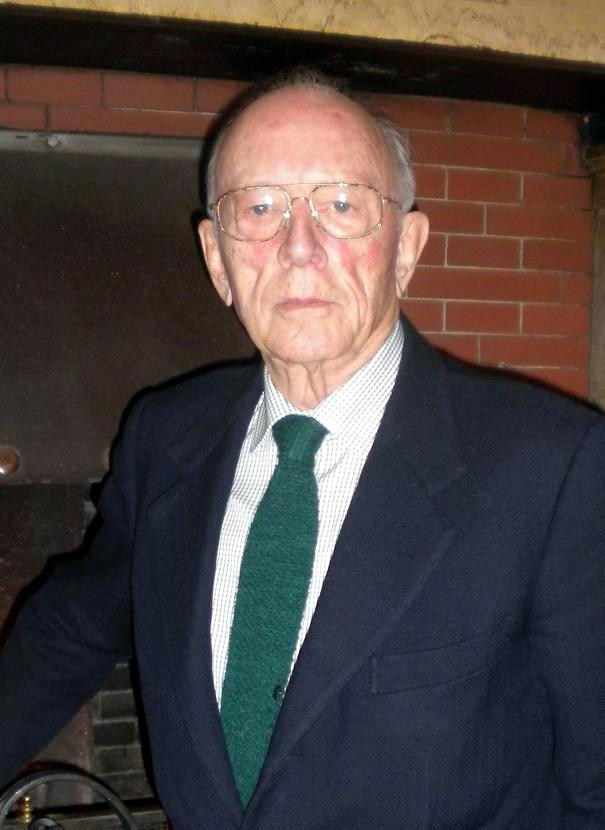
모리츠 폰 헤센

헤센 방백 모리츠(Moritz, Landgrave of Hesse, 1926년 8월 6일 ~ 2013년 5월 23일)는 헤센 방백 필리프의 아들이자 브라반트 가문과 독일 헤센 가문의 수장이었다.